# 미시 파일
미시 파일(Missi Pyle, 1972년 11월 16일 ~ )은 미국의 배우, 가수이다.

## 출연
- 2022년: 아이 빌리브 인 산타 (I Believe in Santa) - 미시 토우 역
- 2011년: 아티스트 (The Artist)
- 2008년: 미트 마켓 (Meet Market) - 에리카 역
- 2007년: 피스트 오브 러브 (The Feast of Love) - 아가사 역
- 2006년: 스톰브레이커 (Stormbreaker) - 니디아 볼 역
- 2005년: 찰리와 초콜릿 공장 (Charlie and the Chocolate Factory) - 뷰리가드 부인 역
- 2004년: 첫키스만 50번째 (50 First Dates / Fifty First Dates)
- 2004년: 쏘울 플레인 (Soul Plane)
- 2004년: 피구의 제왕 (Dodgeball) - 프란 역
- 2004년: 폴리와 함께 (Along Came Polly) - 로잔 역
- 2003년: 빅 피쉬 (Big Fish) - 밀드레드 역
- 2003년: 브링 다운 더 하우스 (Bringing Down the House) - 애슐리 역
- 2002년: 나홀로 집에 4 (Home Alone 4) - 베라 역
- 2001년: 푸시캣 클럽 (Josie and the Pussycats) - 알렉산더 캐봇 역